# 都督 (罗马帝国)
“都督”（拉丁语：Dux；希腊语：δούξ）是罗马帝国晚期的一类军事职务。该词在拉丁语中原本意为“领导者、将领”，只是一个泛称，而在罗马帝国时期，其逐渐成为一种官职与头衔，为帝国边防军的指挥官持有。之后的东罗马帝国（拜占庭帝国）与西欧后罗马王国也沿用了这一头衔，在西欧，其逐渐由官员头衔演变为世袭头衔，在中文中译作“公爵”。

## 罗马帝国

### 早期用法
公元三世纪以前，“Dux”一词并不专指某一军官或民事官员，在尤里乌斯·凯撒的《高卢战记》中，他用这一词来指代凯尔特人的将领或没有军衔的罗马指挥官。

### 晚期帝国
戴克里先和君士坦丁一世改革了罗马帝国的行政制度，在地方，行省的军事与民事职责分离，“都督”此时成为正式的军职，负责指挥负责守卫边境的边防军，一个都督可能领一个行省或兼领数个行省的防务，如第二比利时行省都督。都督从属于军队总长，《百官志》中记载了西方的12个都督与东方的13个都督，后来其数量还有增多。

## 东罗马帝国（拜占庭帝国）
东罗马帝国（拜占庭帝国）沿袭了晚期罗马帝国的政治制度，“都督（希腊语：δούξ）”也继续存在，但随着时间演变，其行省统帅职能逐渐被取代，军区制建立后，军区的兼管军事民政的长官称“将军”。“都督”则通常用来指称“分队长（希腊语：μεράρχης）”。
从公元10世纪下半叶开始，“都督”被重新用来表示指下辖若干军区的高级指挥官，其辖地也被称为“都督区（δουκα̑τον）”，其地位与“督军”相似。主要的都督区有安条克（969年后）、哈尔迪亚（969年）、塞萨洛尼基、阿德里安堡（971年后）、美索不达米亚（976）和意大利。有时宫内军家内官也被称为“都督”，海军的统帅也称“都督”，衍生的“大都督”官职后来成为帝国的海军统帅。12世纪之后，原有的都督区消失，“都督”又指单个军区的总督。
拜占庭的望族杜卡斯家族的族姓就来自于这一头衔。

## 西欧用法
在后罗马社会中，一些大贵族仍被称为“都督”，他们通常在边境地区拥有广大的领地，一般译作“公爵”，法兰克王国、西哥特王国、伦巴第王国都有公爵，他们在王国中的地位很高，常挑战国王的权力。一些并非封建国家的政权的首领也采用了源自这一称号的头衔，如威尼斯共和国总督（威尼斯语：Doxe）、热那亚共和国总督（利古里亚语：Duxe）等。

## 引用
1. ↑  Fergus Millar, The Roman Near East, 31 B.C.-A.D. 337 (Harvard University Press, 1993), pg. 191 online
2. ↑  Thomas Wiedemann, “The Fetiales: A Reconsideration,” Classical Quarterly 36 (1986), p. 483. The Roman called dux is Publius Crassus, who was too young to hold a commission; see discussion of his rank.
3. 1 2  Lee, Doug; Fouracre, Paul. . Nicholson, Oliver  (编). . Oxford: Oxford University Press. 2018. ISBN 978-0-19-866277-8.
4. 1 2  ODB，"Doux" (A. Kazhdan), p. 659.
5. ↑  ODB，"Doukas" (A. Kazhdan), p. 655-656.